# Elly Plooij-van Gorsel
Pieternella Cornelia (Elly) Plooij-van Gorsel (Tholen, 20 maart 1947) is een Nederlandse voormalig politica voor de Volkspartij voor Vrijheid en Democratie (VVD).

## Levensloop
Na de HBS te hebben voltooid studeerde ze psychologie aan de Universiteit Utrecht. Ze promoveerde op 6 november 1980 tot doctor aan de Universiteit Leiden. Ze begon haar carrière als wetenschappelijk hoofdmedewerker bij de Universiteit Leiden. Daarna was ze hoofd van de congressen en seminars NIVE te Den Haag en van 1991 tot 1994 functioneerde ze als hoofd van verkoop van het bedrijf Service One Business Catering te Utrecht. Van 19 juli 1994 tot 20 juli 2004 was ze lid van het Europees Parlement. In 2004 richtte ze met anderen de European Internet Foundation op.

## Partijpolitieke functies
- Eurocontact van de Kamercentrale Leiden
- Lid van de schaduwfractie VVD in de gemeenteraad van Alkemade
- Lid van de redactie "Liberale Vrouw"
- Penningmeester van de VVD Kamercentrale Leiden
- Trainer van "Actief Besturen"

## Publicatie
- "Persoonlijkheid en arousal: een onderzoek naar corticale en autonome functies in relatie tot persoonlijkheid" (dissertatie, 1980)

- Parlement.com: vgef2y4cz9tb